# Mont Olympe (France)
Pour les articles homonymes, voir Mont Olympe (homonymie) et Olympe (homonymie).
Le mont Olympe est un massif du sud de la France (département des Bouches-du-Rhône), culminant à 819 mètres.
La ville de Trets se situe au pied de ce massif. Des vestiges préhistoriques et de l'époque gallo-romaine, trouvés au sommet, témoignent d'une occupation précoce du lieu. L'ensemble évoque un éperon barré, avec observables au sol plusieurs amoncellements de pierre en ligne :
- un en partie nord est adossé à des vestiges de cellules ;
- deux successifs en partie est. Le plus à l'est présentant des blocs importants au niveau d'un passage.

L'ensemble forme deux enceintes parfaitement visibles sur les photos aériennes.
Ce mont a donné une partie de son nom au dinosaure Pyroraptor olympius découvert à son pied et le sentier qui mène au sommet depuis la cote 582 au sud (au-dessus de la bergerie du Perdu), présente de nombreux fossiles.